# 奇跡の夫婦愛スペシャル
『奇跡の夫婦愛スペシャル』（きせきのふうふあいスペシャル）は、フジテレビ系列で2006年11月24日・11月25日の21:00 - 23:12（JST）に放送されたスペシャルドラマシリーズ。実在する夫婦の愛を描く、事実を基にしたフィクションドラマを2夜連続で放送した。
第一夜は菅野美穂とV6の岡田准一主演による『虹を架ける王妃 〜朝鮮王朝最後の皇太子と方子妃の物語〜』、第二夜は阿部寛と黒木瞳主演による『遙かなる約束（アベシャーニェ） 〜50年の時を超えた運命の愛〜』を放送した。

## 第一夜 『虹を架ける王妃』
2006年11月24日、『虹を架ける王妃 〜朝鮮王朝最後の皇太子と方子妃の物語〜』のタイトルで『金曜プレステージ』枠にて放送。視聴率は17.9%。

### 内容
皇族梨本宮家の長女として生まれ、皇族から初めて異国に嫁いだ李方子。李氏朝鮮第26代国王（大韓帝国初代皇帝）・高宗皇帝の皇子として生まれ、留学の名のもとに11歳という幼さで日本に連れてこられた悲運な朝鮮王朝最後の皇太子（王世子）李垠。明治、大正、昭和という激動の時代、日韓の相克する渦中で"日鮮親善""内鮮一体"の名のもとに政略結婚といわれて結ばれた運命的な縁を、真実の愛にしようとして生きた2人。
しかし、三・一運動、高宗皇帝の急死、方子と垠の長男の急死、関東大震災、太平洋戦争終戦後の皇族地位剥奪など、様々な辛苦が襲うのであった。

### キャスト
- 李方子：菅野美穂
- 李垠：岡田准一（V6）
- 高羲敬（朝鮮語版）：渡辺いっけい
- 中川たえ：広田レオナ
- 波多野敬直：山本学
- 伊藤博文：上田耕一
- 寺内正毅：赤星昇一郎
- 閔侯爵：モロ師岡
- 安重根：李鐘浩
- 梨本宮規子女王：福地亜紗美
- 梨本宮守正王：古谷一行
- 梨本宮伊都子妃：原田美枝子
- 李太王（高宗）：キ・ヨンホ
- 厳妃：イ・ヘイン
- 李王（純宗）：パク・サンウ
- 尹妃：チャン・ジュヨン
- 徳恵公主：イ・イェリム
- 天喜：チョン・イクリョン
- 留学生：音尾琢真
- 方子の同級生：石井春花

### スタッフ
- ナレーション：森光子
- 脚本：マキノノゾミ
- 原案:「李王家悲史 秘苑の花」（野口赫宙 著）
- プロデュース：中島久美子（フジテレビ）、西岡善信、酒井実（映像京都）
- 演出：河毛俊作（フジテレビ）
- 制作協力：映像京都、韓国文化放送
- 制作：フジテレビドラマ制作センター

## 第二夜 『遙かなる約束』
2006年11月25日、『遙かなる約束（アベシャーニェ） 〜50年の時を超えた運命の愛〜』のタイトルで『土曜プレミアム』枠にて放送。第二次世界大戦後にスパイ容疑でシベリアに抑留された軍人・蜂谷彌三郎とその妻・久子の夫婦愛を描く。主演は、阿部寛と黒木瞳。視聴率は14.7%。